# Йохан Лудвиг Фолрат фон Льовенщайн-Вертхайм-Вирнебург
Йохан Лудвиг Фолрат фон Льовенщайн-Вертхайм-Вирнебург (на немски: Johann Ludwig Vollrath von Löwenstein-Wertheim-Virneburg; * 14 април 1705, Вертхайм; † 4 февруари 1790, Вертхайм) от фамилията Вителсбахи, е граф на Льовенщайн-Вертхайм-Вирнебург (1721 – 1790). Фамилията Льовенщайн-Вертхайм е морганатичен клон на фамилията Вителсбахи.

## Живот
Той е най-големият син на граф Хайнрих Фридрих фон Льовенщайн-Вертхайм-Вирнебург (1682 – 1721) и съпругата му графиня Амьона София Фридерика цу Лимпург (1684 – 1746), дъщеря на граф Фолрат Шенк фон Лимпург (1641 – 1713) и София Елеонора фон Лимпург-Гайлдорф (1655 – 1722).
Йохан Лудвиг Фолрат наследява през 1721 г. баща си заедно с братята си Фридрих Лудвиг (1706 – 1796), Кристиан Лудвиг (1707 – 1725), Карл Лудвиг (1712 – 1779), Йохан Филип (1713 – 1757), Вилхелм Хайнрих (1715 – 1773) и Георг Филип (1720 – 1739).
На 7 декември 1738 г. в Бургфарнбах се жени за графиня Фридерика Шарлота Вилхелмина фон Ербах-Ербах (* 6 юли 1722, Ербах; † 29 декември 1786, Вертхайм), дъщеря на граф Фридрих Карл фон Ербах-Лимпург (1680 – 1731) и графиня София Елеонора цу Лимпург (1695 – 1738).
Йохан Лудвиг Фолрат умира на 4 февруари 1790 г. на 84 години във Вертхайм. Синът му Йохан Карл Лудвиг е издигнат от баварския крал Максимилиан I Йозеф Баварски на 19 ноември 1812 г. на княз на „Льовенщайн-Вертхайм-Вирнебург“, от 1812/1813 г. преименуван на княз фон „Льовенщайн-Вертхайм-Фройденберг“.

## Деца
Йохан Лудвиг Фолрат и Фридерика Шарлота Вилхелмина имат пет деца:
- Йохан Карл Лудвиг (* 10 януари 1740; † 16 февруари 1816), граф на Льовенщайн-Вертхайм-Вирнебург, на 19 ноември 1812 г. княз на Льовенщайн-Вертхайм-Фройденберг, майор на Хановер и Великобритания, женен на 6 август 1764 г. в Бархфелд за ландграфиня Доротея Мария фон Хесен-Филипстал-Бархфелд (* 30 декември 1738; † 26 септември 1799), дъщеря на ландграф Вилхелм фон Хесен-Филипстал-Бархфелд и принцеса Шарлота Вилхелмина фон Анхалт-Бернбург-Шаумбург-Хойм
- Амьона Шарлота Елеонора (* 14 февруари 1743; † 1 юни 1800), омъжена на 10 септември 1761 г. във Вертхайм за граф Йохан Карл Ернст фон Золмс-Рьоделхайм-Асенхайм (* 8 май 1714; † 15 януари 1790), син на граф Лудвиг Хайнрих фон Золмс-Рьоделхайм-Асенхайм и графиня Вилхелмина Кристиана фон Лимпург
- Фридрих Кристиан (*/† 1744)
- Фридрих Лудвиг (1745 – 1799), женен 1797 г. в Хелмицхайм за Маргарета Луиза Пфайфер (1773 – 1836); децата им носят фамилното име на майка им „Пфайфер“
- Йохан Филип (1747 – 1751)